# Moringa ovalifolia

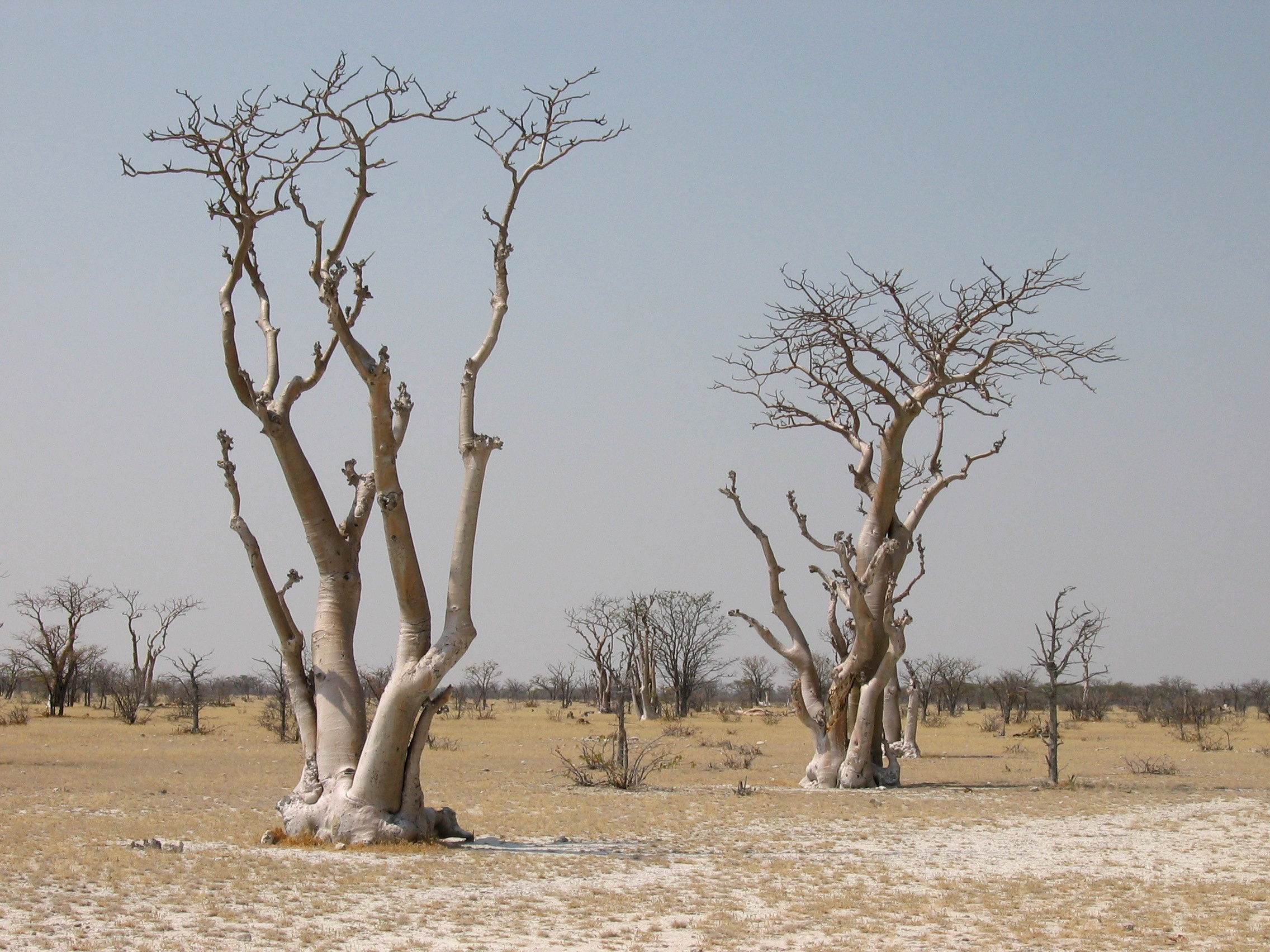
Grup de Moringa ovalifolia

Moringa ovalifolia és una espècie d'arbre dins la família Moringaceae. És originari dels terrenys més secs de Namíbia i d'Angola.
És una planta suculenta que fa de 2 a 6 m d'alt i el seu tronc, que és molt inflat i tou amb un diàmetre d'1 metre, emmagatzema aigua.
La seva escorça és llisa i de color gris pàl·lid. Cada fulla està doblement pinnada. La seva inflorescència és una gran panícula de 40 a 50 cm de llarg. Les seves flors ´fan només 2 mm. El fruit que fa 1 cm és en càpsula.